# Rysslands civilförsvarstrupper
Rysslands civilförsvarstrupper (Спасательные воинские формирования) (sv: "Militära räddningsförband") är ett militärt truppslag underställt Ryska federationens katastrofministerium.

## Uppdrag
- Befolkningsskydd
- Skydd av materiella tillgångar
- Skydd av kulturella värden
- Skydd mot stridshandlingar, katastrofer och naturkatastrofer
- Skydd inom och utom den Ryska federationens gränser

Källa: 

## Organisation
- Räddningstruppernas ledning ingår i Katastrofministeriets centrala organisation.
- En ledningsstab för vart och ett av Rysslands 8 federala distrikt.
- En ledningsstab för vart och ett av Rysslands 83 federationssubjekt.
- 10 räddningscentra
- 4 flygräddningscentra
- Central insatsstab
- Civilförsvarshögskola

Källa: 